# Dusk and Summer
Dusk and Summer es el cuarto álbum de estudio de la banda estadounidense de rock alternativo Dashboard Confessional. Fue lanzado el 27 de junio de 2006 a través de Vagrant Records y fue producido por Don Gilmore (quien trabajó con Linkin Park y Pearl Jam) y Daniel Lanois. Algunas de las canciones de este álbum han sido comparadas con la antigua banda de Chris, Further Seems Forever.
En el CD hay dos pistas ocultas antes de la primera canción del álbum. Se pueden encontrar volviendo desde la primera pista. Algunos reproductores de CD los reproducirán automáticamente si tienen reproducción automática. Las pistas incluyen las canciones "Write It Out" y "Vindicated", publicadas en la banda sonora de Spider-Man 2.

## Lista de canciones
1. "Write It Out" – 4:51 (pregap pista oculta)
2. "Vindicated" – 3:20 (pregap pista oculta)
3. "Don't Wait" – 4:05
4. "Reason to Believe" – 3:43
5. "The Secret's in the Telling" – 3:24
6. "Stolen" – 3:53
7. "Rooftops and Invitations" – 3:54
8. "So Long, So Long" (con Adam Duritz de Counting Crows) – 4:15
9. "Currents"  – 4:27
10. "Slow Decay" – 4:08
11. "Dusk and Summer" – 4:38
12. "Heaven Here" – 4:08

## Posicionamiento en lista
| Lista (2006)                       | Posición |
| ---------------------------------- | -------- |
| Alemania (Offizielle Top 100)      | 52       |
| Australia (ARIA)                   | 22       |
| Canadá (Billboard Canadian Albums) | 6        |
| Estados Unidos (Billboard 200)     | 2        |
| Estados Unidos (Top Rock Albums)   | 1        |
| Reino Unido (UK Albums Chart)      | 91       |

## Personal
Dashboard Confessional
- Chris Carrabba - voz, guitarra
- Johnny Lefler – guitarra, piano
- Dan Bonebrake - bajo
- Mike Marsh - batería

Músicos adicionales
- Adam Duritz: voz (pista 6).